# Mission (Trinidad y Tobago)
Mission es una localidad de Trinidad y Tobago, que forma parte de la región de Sangre Grande.

## Geografía
La localidad abarca parte de la isla Trinidad y limita al norte con el mar Caribe, al sur con Anglais Settlement, al este con Toco y Cumana y al oeste con L'Anse Noir.

## Demografía
Datos demográficos de la localidad de Mission:
| Gráfica de evolución demográfica de Mission entre 2000 y 2011 |
|                                                               |